# Liste des phares d'Ille-et-Vilaine
| \| Localisation d'Ille-et-Vilaine en France \| MANCHE Saint-Malo Grand Jardin La Balue Les Bas-Sablons La Pierre-de-Herpin Rochebonne Fenêtre |
| Localisation d'Ille-et-Vilaine en France |

| Localisation d'Ille-et-Vilaine en France |

| \| Localisation d'Ille-et-Vilaine en France \| MANCHE Saint-Malo Grand Jardin La Balue Les Bas-Sablons La Pierre-de-Herpin Rochebonne Fenêtre |
| Localisation d'Ille-et-Vilaine en France |

| Localisation d'Ille-et-Vilaine en France |